# Chisato Nagaoka
Chisato Nagaoka (長岡千里?, Nagaoka Chisato; Himeji, 5 aprile 1976) è una bobbista giapponese.

## Biografia
Fin dal primo anno di scuola media praticò l'atletica leggera, specializzandosi nel lancio del disco e nell'eptathlon, vincendo numerose competizioni. Studente alla facoltà di educazione fisica dell'Università di Tenri, assistette ai Campionati nazionali giapponesi su invito di un compagno universitario, interessandosi al pattinaggio di velocità e al bob. Dopo la laurea, nel 2000 iniziò a lavorare presso una società finanziaria.
Ottenne la miglior prestazione nella gara di Lake Placid della Coppa del Mondo di bob 2003, giungendo al 13º posto.
Insieme alla connazionale Manami Hino, fu la prima atleta a rappresentare il Giappone ai Giochi olimpici nel bob a due femminile, classificandosi al 15º posto a Torino 2006.
Sempre insieme a Manami Hino, vinse due edizioni dei Campionati nazionali di bob giapponesi nel 2006 e 2008, disputati sulla pista Spirale di Nagano. Terminata la carriera agonistica, continuò a promuovere la pratica degli sport minori, ricercando nuovi giovani atleti e sponsor che finanziassero la Nazionale di bob del Giappone, che all'epoca costava circa un milione di yen all'anno.
Abbandonato lo sport, Nagaoka è stata assunta nel 2014 presso l'ufficio vendite di un'azienda di prodotti elettronici.